# Szerokodziób filipiński
Szerokodziób filipiński (Sarcophanops steerii) – gatunek małego ptaka z rodziny szerokodziobów (Eurylaimidae). Występuje endemicznie na Filipinach. Narażony na wyginięcie.

## Zasięg występowania

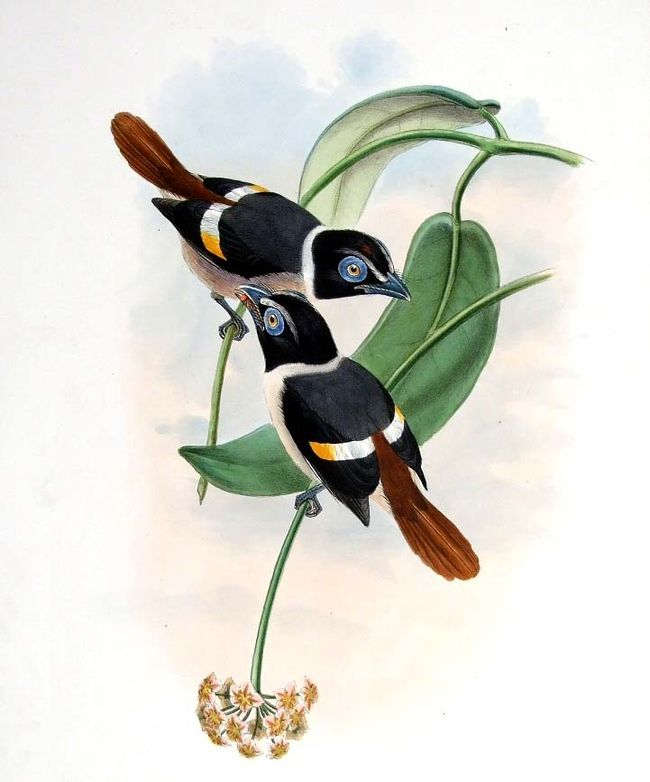
Szerokodzioby filipińskie na XIX-wiecznej ilustracji

Szerokodziób filipiński zamieszkuje w zależności od podgatunku:
- S. steerii steerii – południowo-zachodnie Mindanao (Półwysep Zamboanga), Malamaui i Basilan
- S. steerii mayri – Dinagat, Poneas, Siargao i Mindanao (oprócz południowo-zachodniej części wyspy)

## Systematyka
Szerokodziób filipiński jest zaliczany do rodzaju Sarcophanops; dawniej klasyfikowano go w rodzaju Eurylaimus. Międzynarodowy Komitet Ornitologiczny nie uznaje podgatunku mayri. Dawniej za podgatunek szerokodzioba filipińskiego często uznawany był Sarcophanops samarensis (szerokodziób czerwony), obecnie traktowany jako osobny gatunek.

## Morfologia
Długość ciała 16,5–17,5 cm; masa ciała 33,7–44,4 g (podgatunek mayri).
Mały, kontrastowo ubarwiony ptak. Czarne gardło i twarz. Oko z zieloną tęczówką otoczone wydatnym błękitnym przydatkiem. Dziób duży, szeroki, bladoniebieski. Wierzch głowy bordowofioletowy, biały kołnierz wokół szyi. Ciemnoszary płaszcz na grzbiecie ciała, jasnokasztanowy kuper i ogon. Czarne skrzydła z wyróżniającymi się biało-żółtymi paskami w poprzek lotek III i II rzędu. Spód ciała liliowy, przechodzący w żółtawobiały w dolnej części brzucha. Samica podobna do samca, ale pierś i brzuch ma lśniąco białe. Osobniki młodociane są bardziej matowe.

## Status
IUCN uznaje szerokodzioba filipińskiego za gatunek narażony (VU – Vulnerable). Liczebność populacji szacuje się na 2500–9999 dorosłych osobników, a trend liczebności oceniany jest jako spadkowy.